# Glyphochloa
Glyphochloa Clayton é um género botânico pertencente à família Poaceae, subfamília Panicoideae, tribo Andropogoneae.